# Aphalaroida californica
Aphalaroida californica är en insektsart som beskrevs av Leonard D. Tuthill 1939. Aphalaroida californica ingår i släktet Aphalaroida och familjen rundbladloppor. Inga underarter finns listade i Catalogue of Life.